# 史驎
史驎（?—?），一作史理，战国初年周威公时代的大臣。
晋出公的太史屠黍因为晋国昏乱，逃到西周国。西周威公问他天下的国家哪个先亡。屠黍回答晋国以昏乱先亡，中山国男女纵欲而为其次，西周国再次。西周威公于是礼遇重用義蒔和田邑，以史驎、趙駢为谏臣，除去苛令三十九条。屠黍认为这只能保持西周威公这一世平安。